# Campeonato Mundial de Waterpolo Femenino de 2023
El XVI Campeonato Mundial de Waterpolo Femenino se celebró en Fukuoka (Japón) entre el 16 y el 28 de julio de 2023 dentro del XX Campeonato Mundial de Natación. El evento fue organizado por la Federación Internacional de Natación (FINA) y la Federación Japonesa de Natación.
Los partidos se disputaron en una piscina construida temporalmente en el recinto del Centro de Conferencias de Fukuoka.
Un total de dieciséis selecciones nacionales afiliadas a la FINA compitieron por el título mundial, cuyo anterior portador era el equipo de Estados Unidos, vencedor del Mundial de 2022. 
La selección de los Países Bajos se adjudicó la medalla de oro al derrotar en la final al equipo de España con un marcador de 17-16. En el partido por el tercer puesto el conjunto de Italia venció al de Australia.

## Clasificación
| Competición             | Fecha                                  | Sede                               | Plazas | Equipos clasificados                         |
| ----------------------- | -------------------------------------- | ---------------------------------- | ------ | -------------------------------------------- |
| País anfitrión          | –                                      | –                                  | 1      | Japón                                        |
| Campeonato Mundial      | 22 de junio – 2 de julio de 2022       | Budapest · ( Hungría)              | 4      | Estados Unidos Países Bajos Italia Australia |
| Liga Mundial            | 2 – 6 de noviembre de 2022             | Santa Cruz de Tenerife · ( España) | 2      | España Hungría                               |
| Campeonato Europeo      | 27 de agosto – 9 de septiembre de 2022 | Split · ( Croacia)                 | 3      | Grecia Israel Francia                        |
| Campeonato Asiático     | 7 – 14 de noviembre de 2022            | Samut Prakan ( Tailandia)          | 2      | China Kazajistán                             |
| Campeonato Panamericano | 2 – 8 de abril de 2023                 | Bauru · ( Brasil)                  | 2      | Canadá Argentina                             |
| África                  | –                                      | –                                  | 1      | Sudáfrica                                    |
| Oceanía                 | –                                      | –                                  | 1      | Nueva Zelanda                                |
| TOTAL                   |                                        |                                    | 16     | 16                                           |

## Grupos
| Grupo A        | Grupo B      | Grupo C   | Grupo D       |
| -------------- | ------------ | --------- | ------------- |
| China          | España       | Brasil    | Canadá        |
| Francia        | Israel       | Grecia    | Nueva Zelanda |
| Estados Unidos | Países Bajos | Italia    | Hungría       |
| Australia      | Kazajistán   | Sudáfrica | Japón         |

## Fase preliminar
- Todos los partidos en la hora local de Japón (UTC+9).

El primero de cada grupo se clasifica directamente para los cuartos de final; el segundo y el tercero disputan primero un partido de clasificación para los cuartos de final.

### Grupo A
| Equipo         | J | G | E | P | GF | GC | DG  | PTS |
| -------------- | - | - | - | - | -- | -- | --- | --- |
| Estados Unidos | 3 | 3 | 0 | 0 | 40 | 16 | +24 | 9   |
| Australia      | 3 | 2 | 0 | 1 | 26 | 24 | +2  | 6   |
| Francia        | 3 | 1 | 0 | 2 | 25 | 37 | -12 | 3   |
| China          | 3 | 0 | 0 | 3 | 24 | 38 | -14 | 0   |

- Resultados

| Fecha | Hora  | Partido        | Partido | Partido        | Resultado |
| ----- | ----- | -------------- | ------- | -------------- | --------- |
| 16.07 | 09:00 | Estados Unidos | -       | China          | 15-6      |
| 16.07 | 10:30 | Francia        | -       | Australia      | 8-10      |
| 18.07 | 19:00 | Australia      | -       | Estados Unidos | 5-9       |
| 18.07 | 20:30 | China          | -       | Francia        | 11-12     |
| 20.07 | 16:00 | China          | -       | Australia      | 7-11      |
| 20.07 | 17:30 | Francia        | -       | Estados Unidos | 5-16      |

### Grupo B
| Equipo       | J | G | E | P | GF | GC | DG  | PTS |
| ------------ | - | - | - | - | -- | -- | --- | --- |
| Países Bajos | 3 | 3 | 0 | 0 | 61 | 16 | +45 | 9   |
| España       | 3 | 2 | 0 | 1 | 52 | 17 | +35 | 6   |
| Israel       | 3 | 1 | 0 | 2 | 30 | 52 | -22 | 3   |
| Kazajistán   | 3 | 0 | 0 | 3 | 13 | 71 | -58 | 0   |

- Resultados

| Fecha | Hora  | Partido      | Partido | Partido      | Resultado |
| ----- | ----- | ------------ | ------- | ------------ | --------- |
| 16.07 | 12:00 | Países Bajos | -       | España       | 7-6       |
| 16.07 | 13:30 | Israel       | -       | Kazajistán   | 17-6      |
| 18.07 | 09:00 | Kazajistán   | -       | Países Bajos | 2-30      |
| 18.07 | 10:30 | España       | -       | Israel       | 22-5      |
| 20.07 | 19:00 | España       | -       | Kazajistán   | 24-5      |
| 20.07 | 20:30 | Israel       | -       | Países Bajos | 8-24      |

### Grupo C
| Equipo    | J | G | E | P | GF | GC | DG  | PTS |
| --------- | - | - | - | - | -- | -- | --- | --- |
| Grecia    | 3 | 3 | 0 | 0 | 61 | 16 | +45 | 9   |
| Italia    | 3 | 2 | 0 | 1 | 63 | 19 | +44 | 6   |
| Sudáfrica | 3 | 1 | 0 | 2 | 16 | 57 | -41 | 3   |
| Argentina | 3 | 0 | 0 | 3 | 12 | 60 | -48 | 0   |

- Resultados

| Fecha | Hora  | Partido   | Partido | Partido   | Resultado |
| ----- | ----- | --------- | ------- | --------- | --------- |
| 16.07 | 16:00 | Italia    | -       | Argentina | 27-1      |
| 16.07 | 17:30 | Grecia    | -       | Sudáfrica | 24-2      |
| 18.07 | 12:00 | Sudáfrica | -       | Italia    | 2-24      |
| 18.07 | 13:30 | Argentina | -       | Grecia    | 2-21      |
| 20.07 | 09:00 | Argentina | -       | Sudáfrica | 9-12      |
| 20.07 | 10:30 | Grecia    | -       | Italia    | 16-12     |

### Grupo D
| Equipo        | J | G | E | P | GF | GC | DG  | PTS |
| ------------- | - | - | - | - | -- | -- | --- | --- |
| Hungría       | 3 | 3 | 0 | 0 | 60 | 36 | +24 | 9   |
| Canadá        | 3 | 2 | 0 | 1 | 40 | 34 | +6  | 6   |
| Nueva Zelanda | 3 | 1 | 0 | 2 | 33 | 52 | -19 | 3   |
| Japón         | 3 | 0 | 0 | 3 | 49 | 60 | -11 | 0   |

- Resultados

| Fecha | Hora  | Partido       | Partido | Partido       | Resultado |
| ----- | ----- | ------------- | ------- | ------------- | --------- |
| 16.07 | 19:00 | Nueva Zelanda | -       | Japón         | 17-16     |
| 16.07 | 20:30 | Hungría       | -       | Canadá        | 11-10     |
| 18.07 | 16:00 | Canadá        | -       | Nueva Zelanda | 13-11     |
| 18.07 | 17:30 | Japón         | -       | Hungría       | 21-26     |
| 20.07 | 12:00 | Nueva Zelanda | -       | Hungría       | 5-23      |
| 20.07 | 13:30 | Canadá        | -       | Japón         | 17-12     |

## Fase final
- Todos los partidos en la hora local de Japón (UTC+9).

|  | Clasif. a cuartos | Clasif. a cuartos |           |              | Cuartos de final | Cuartos de final |        |              | Semifinales  | Semifinales |  |  | Final       | Final       |
|  | 22 de julio       | 22 de julio       |           |              | 24 de julio      | 24 de julio      |        |              | 26 de julio  | 26 de julio |  |  | 28 de julio | 28 de julio |
|  |                   |                   |           |              |                  |                  |        |              |              |             |  |  |             |             |
|  |                   |                   |           |              |                  |                  |        |              |              |             |  |  |             |             |
|  |                   |                   |           |              |                  |                  |        |              |              |             |  |  |             |             |
|  | Estados Unidos    | 7                 |           |              |                  |                  |        |              |              |             |  |  |             |             |
|  | Estados Unidos    | 7                 | Italia    | 14           |                  |                  |        |              |              |             |  |  |             |             |
|  |                   | Italia            | Italia    | 14           | 8                |                  |        |              |              |             |  |  |             |             |
|  | Nueva Zelanda     | Italia            | 7         |              | 8                | Italia           | 8      |              |              |             |  |  |             |             |
|  | Nueva Zelanda     |                   | 7         |              |                  | Italia           | 8      |              |              |             |  |  |             |             |
|  |                   |                   |           | Países Bajos | 9                |                  |        |              |              |             |  |  |             |             |
|  | Países Bajos      | 17                |           | Países Bajos | 9                |                  |        |              |              |             |  |  |             |             |
|  | Países Bajos      | 17                | Sudáfrica | 6            |                  |                  |        |              |              |             |  |  |             |             |
|  |                   | Canadá            | Sudáfrica | 6            | 10               |                  |        |              |              |             |  |  |             |             |
|  | Canadá            | Canadá            | 21        |              | 10               | Países Bajos PEN | 17     |              |              |             |  |  |             |             |
|  | Canadá            |                   | 21        |              |                  | Países Bajos PEN | 17     |              |              |             |  |  |             |             |
|  |                   |                   |           | España       | 16               |                  |        |              |              |             |  |  |             |             |
|  | Grecia            | 8                 |           | España       | 16               |                  |        |              |              |             |  |  |             |             |
|  | Grecia            | 8                 | Australia | 16           |                  |                  |        |              |              |             |  |  |             |             |
|  |                   | Australia         | Australia | 16           | 9                |                  |        |              |              |             |  |  |             |             |
|  | Israel            | Australia         | 7         |              | 9                | Australia        | 10     | Tercer lugar | Tercer lugar |             |  |  |             |             |
|  | Israel            |                   | 7         |              |                  | Australia        | 10     | Tercer lugar | Tercer lugar |             |  |  |             |             |
|  |                   |                   |           | España       | 12               |                  |        |              |              |             |  |  |             |             |
|  | Hungría           | 9                 |           | España       | 12               |                  |        |              |              |             |  |  |             |             |
|  | Hungría           | 9                 | Francia   | 9            |                  |                  | Italia | 16           |              |             |  |  |             |             |
|  |                   | España            | Francia   | 9            | 12               |                  | Italia | 16           |              |             |  |  |             |             |
|  | España            | España            | 16        |              | 12               | Australia        | 14     |              |              |             |  |  |             |             |
|  | España            |                   | 16        |              |                  | Australia        | 14     |              |              |             |  |  |             |             |

### Clasificación a cuartos
| Fecha | Hora  | Partido   | Partido | Partido       | Resultado |
| ----- | ----- | --------- | ------- | ------------- | --------- |
| 22.07 | 14:00 | Australia | -       | Israel        | 16-7      |
| 22.07 | 15:30 | Francia   | -       | España        | 9-16      |
| 22.07 | 17:00 | Italia    | -       | Nueva Zelanda | 14-7      |
| 22.07 | 18:30 | Sudáfrica | -       | Canadá        | 6-21      |

### Cuartos de final
| Fecha | Hora  | Partido        | Partido | Partido   | Resultado |
| ----- | ----- | -------------- | ------- | --------- | --------- |
| 24.07 | 15:00 | Estados Unidos | -       | Italia    | 7-8       |
| 24.07 | 16:30 | Países Bajos   | -       | Canadá    | 17-10     |
| 24.07 | 18:00 | Grecia         | -       | Australia | 8-9       |
| 24.07 | 19:30 | Hungría        | -       | España    | 9-12      |

### Semifinales
| Fecha | Hora  | Partido   | Partido | Partido      | Resultado |
| ----- | ----- | --------- | ------- | ------------ | --------- |
| 26.07 | 17:00 | Italia    | -       | Países Bajos | 8-9       |
| 26.07 | 18:30 | Australia | -       | España       | 10-12     |

### Tercer lugar
| Fecha | Hora  | Partido | Partido | Partido   | Resultado |
| ----- | ----- | ------- | ------- | --------- | --------- |
| 28.07 | 16:30 | Italia  | -       | Australia | 16-14     |

### Final
| Fecha | Hora  | Partido      | Partido | Partido | Resultado |
| ----- | ----- | ------------ | ------- | ------- | --------- |
| 28.07 | 18:00 | Países Bajos | -       | España  | 17-16 PEN |

## Medallero
| Países Bajos | España | Italia |
| Laura Aarts Sarah Buis Kitty Joustra Maartje Keuning Simone van de Kraats Lola Moolhuijzen Bente Rogge Lieke Rogge Maxine Schaap Vivian Sevenich Brigitte Sleeking Catharina van der Sloot Nina ten Broek Marit van der Weijden Iris Wolves | Paula Camus Paula Crespí Anni Espar Laura Ester Judith Forca María del Carmen García Paula Leitón Cristina Nogué Beatriz Ortiz María del Pilar Peña Nona Pérez Ariadna Ruiz Elena Ruiz Martina Terré | Silvia Avegno Caterina Banchelli Dafne Bettini Roberta Bianconi Lucrezia Cergol Agnese Cocchiere Giuseppina Condorelli Giuditta Galardi Veronica Gant Sofia Giustini Claudia Marletta Valeria Palmieri Domitilla Picozzi Chiara Tabani Giulia Viacava |
| Evanyelos Dudesis (seleccionador) | Miguel Ángel Oca (seleccionador) | Carlo Silipo (seleccionador) |

## Estadísticas

### Clasificación general
| 1. Países Bajos JO |
| 2. España JO       |
| 3. Italia          |
| 4. Australia       |
| 5. Estados Unidos  |
| 6. Hungría         |
| 7. Canadá          |
| 8. Grecia          |
| 9. Francia         |
| 10. Israel         |
| 11. Nueva Zelanda  |
| 12. Sudáfrica      |
| 13. China          |
| 14. Japón          |
| 15. Kazajistán     |
| 16. Argentina      |

### Máximas goleadoras
| Núm. | Nombre               | Selección     | Goles | Tiros | %    | Partidos jugados |
| ---- | -------------------- | ------------- | ----- | ----- | ---- | ---------------- |
| 1    | Judith Forca         | España        | 23    | 45    | 51 % | 7                |
| 2    | Simone van de Kraats | Países Bajos  | 20    | 33    | 61 % | 6                |
| 3    | Rita Keszthelyi      | Hungría       | 19    | 39    | 49 % | 6                |
| 3    | Yumi Arima           | Japón         | 19    | 40    | 48 % | 5                |
| 5    | Emmerson Houghton    | Nueva Zelanda | 18    | 32    | 56 % | 6                |
| 6    | Sofia Giustini       | Italia        | 16    | 33    | 48 % | 7                |
| 6    | Roberta Bianconi     | Italia        | 16    | 37    | 43 % | 7                |
| 8    | Claudia Marletta     | Italia        | 15    | 27    | 56 % | 7                |
| 8    | Elena Ruiz           | España        | 15    | 30    | 50 % | 7                |

Fuente: 